# 김강현 (1992년)
김강현(1992년 6월 12일 ~ )은 대한민국의 축구 선수이며, 포지션은 미드필더이다.